# Lêndea

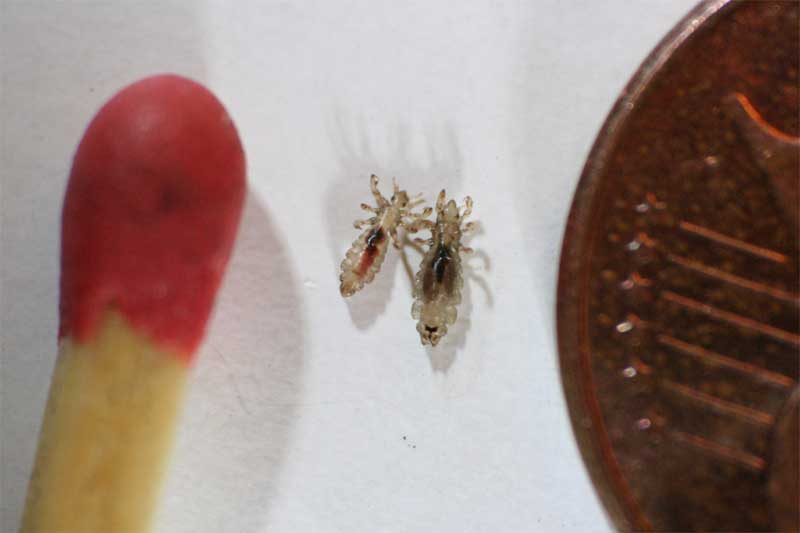
Piolhos da cabeça humanos, ao lado de um palito de fósforo

Lêndea é o ovo do piolho, que é um pequeno inseto pertencente à ordem Phthiraptera, subordem Anoplura. Piolhos parasitam mamíferos e aves.
Das 532 espécies da subordem Anoplura, apenas uma espécie (Pediculus humanus) pode parasitar o homem - especialmente as crianças. Essa espécie inclui duas subespécies:
- Pediculus humanus humanus Linnaeus, 1758 (piolho do corpo)
- Pediculus humanus capitis De Geer, 1767 (piolho da cabeça)

O inseto passa por um ciclo de vida paurometábolo (metamorfose gradual) com cinco fases. A primeira fase é a de ovo (a lêndea do piolho), que é posto perto da base dos pelos (até um centímetro acima do couro cabeludo), pois a temperatura desse local permite a eclosão. Os piolhos passam por três estágios de desenvolvimento. A fêmea  coloca seus ovos, (lêndeas), envoltos numa espécie de cola que os adere aos fios de cabelo, cerca de 0,6 cm acima do couro cabeludo. De sete a dez dias depois, esses ovos liberam as ninfas – nome do estágio do  piolho logo que sai do ovo. De nove a 12 dias depois, as ninfas chegam à fase adulta. Nesse estágio, os piolhos vivem cerca de 30 dias e vão se alimentar com sangue e acasalar, reiniciando o ciclo. A fêmea produz, em média, de 150 a 300 ovos ao longo da vida. A temperatura elevada é um fator importante para a proliferação dos piolhos. Quanto maior a temperatura, mais acelerado é o desenvolvimento do piolho dentro do ovo. Por isso, há maior incidência do inseto no verão.
As lêndeas aderidas aos fios vão  se afastando, à medida que os cabelos crescem, de modo que aquelas situadas além de 0,7 cm da base do cabelo seriam lêndeas mortas ou já eclodidas, uma vez que os ovos necessitam do calor da cabeça para eclodir. Eles são muito pequenos e difíceis de ver. Sua cor varia entre o bege mais ou menos amarelado e o castanho médio. São frequentemente confundidos com caspa, crostas ou resíduos de fixador de cabelo.
O tempo total de vida do piolho é de aproximadamente 21 dias, desde que tenha um hospedeiro. Fora dele, sobrevive  menos de 48 horas, e a viabilidade das lêndeas também é afetada.

## Tratamento
No tratamento da pediculose (infestação por piolhos) são utilizados, em geral, os mesmos medicamentos tópicos usados na escabiose ("sarna"). É fundamental o tratamento dos familiares ou comunicantes do doente. Raramente é necessário o corte de cabelos de crianças acometidas. Tradicionalmente, removem-se as lêndeas (mesmo depois de mortas, em decorrência do tratamento) com um pente fino, passando-o por cada fio de cabelo. Esse procedimento é geralmente repetido por duas semanas após a infestação.